# Fishbasket Lake
Fishbasket Lake är en sjö i Kanada.   Den ligger i Kenora District och provinsen Ontario, i den sydöstra delen av landet, 1 200 km nordväst om huvudstaden Ottawa. Fishbasket Lake ligger 243 meter över havet. Arean är 108 kvadratkilometer. Den sträcker sig 25,5 kilometer i nord-sydlig riktning, och 23,2 kilometer i öst-västlig riktning.
Trakten runt Fishbasket Lake är nära nog obefolkad, med mindre än två invånare per kvadratkilometer.